# Epimelitta euphrosyne
Epimelitta euphrosyne là một loài bọ cánh cứng trong họ Cerambycidae.